# Gare de Montluçon-Ville
Ne doit pas être confondu avec Gare de Montluçon-Rimard.
La gare de Montluçon-Ville est une gare ferroviaire française de la ligne de Montluçon à Saint-Sulpice-Laurière, située sur le territoire de la commune de Montluçon, dans le département de l'Allier, en région Auvergne-Rhône-Alpes.
C'est une gare de la Société nationale des chemins de fer français (SNCF), desservie par des trains TER Nouvelle Aquitaine et TER Auvergne-Rhône-Alpes.

## Situation ferroviaire
Établie à 207 mètres d'altitude, la gare de bifurcation Montluçon-Ville est située au point kilométrique (PK) 327,617 de la ligne de Bourges à Miécaze, entre la gare de La Ville-Gozet et une section non exploitée.
Elle est également l'origine des lignes de Montluçon à Saint-Sulpice-Laurière, avant la gare ouverte d'Huriel ; de Montluçon à Moulins, la gare suivante est celle de Montluçon-Rimard (la ligne n'est plus exploitée entre Commentry et Souvigny).
Elle était aussi l'origine de la ligne de Montluçon à Gouttières (déclassée).

## Histoire
La gare de Montluçon est mise en service le 7 novembre 1859 par la Compagnie du chemin de fer de Paris à Orléans (PO), lorsqu'elle ouvre à l'exploitation sa ligne de Montluçon à Moulins. Elle est établie sur la rive droite du Cher, au sud de la ville, les bâtiments ne sont que provisoires. Le 9 décembre 1861, la gare est desservie par la ligne de Bourges à Montluçon qui se rattache à la ligne de Moulins sur la rive gauche du Cher.
En 1862, les travaux des bâtiments définitifs ont commencé, la ville a également engagé les travaux de création d'une avenue, avec aménagement de ses abords.
Le 28 août 1864, Napoléon III arrive par le train dans la gare, dont le bâtiment définitif a été achevé l'année précédente, pour sa visite de Montluçon.
La ligne de Montluçon à Moulins a été fermée au trafic voyageur le 12 octobre 1972 et au trafic fret (branche Commentry-Villefranche d'Allier) en 2005.
L'étoile ferroviaire de Montluçon s'est réduite en 2007 et 2008 avec la suspension pour raisons de sécurité du trafic ferroviaire sur les lignes Montluçon - Clermont-Ferrand via Volvic et Montluçon - Ussel, l'état de la voie étant, faute d'entretien et d'investissements suffisants, trop dégradé. Si l'avenir de la ligne Clermont-Ferrand - Montluçon via Volvic est incertain, celui de la ligne d'Ussel semble lui scellé, l'étude commandée par le conseil régional ayant conclu à une rentabilité socio-économique trop faible pour justifier sa remise en état. Il a été suggéré de la transformer en voie verte.
Montluçon dispose de deux autres gares de moindre importance : la gare de La Ville-Gozet sur la ligne de Bourges et la gare de Montluçon-Rimard sur celle de Commentry.

## Fréquentation
De 2023 à 2015, selon les estimations de la SNCF, la fréquentation annuelle de la halte s'élève aux nombres indiqués dans le tableau ci-dessous.
| Année                     | 2023    | 2022    | 2021    | 2020    | 2019    | 2018    | 2017    | 2016    | 2015    |
| ------------------------- | ------- | ------- | ------- | ------- | ------- | ------- | ------- | ------- | ------- |
| Voyageurs                 | 250 470 | 268 390 | 224 161 | 191 312 | 301 423 | 309 296 | 345 749 | 343 667 | 380 565 |
| Voyageurs + non voyageurs | 313 087 | 335 487 | 280 202 | 239 140 | 376 779 | 386 620 | 432 186 | 429 584 | 475 707 |

## Service des voyageurs

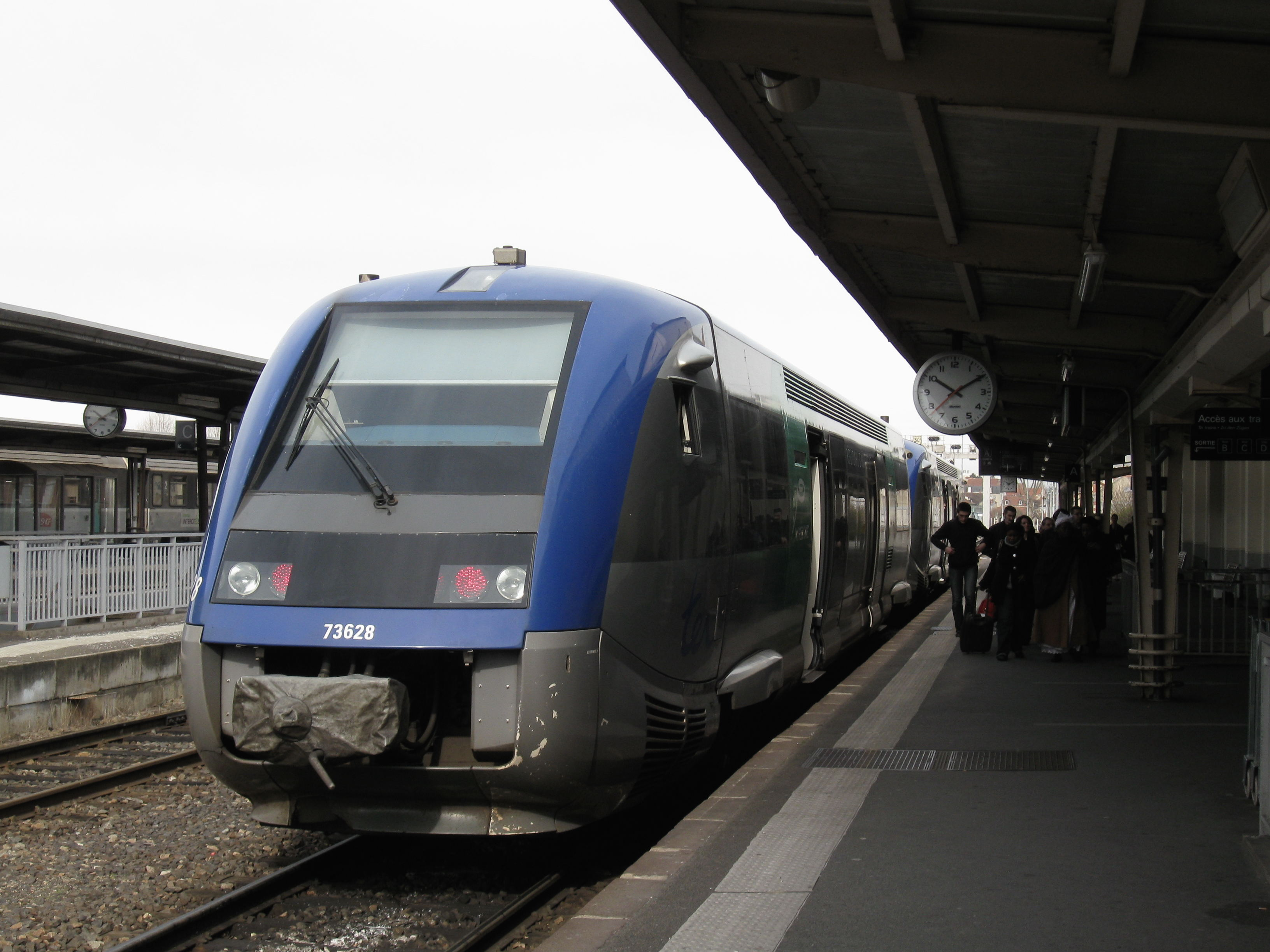
Deux autorails X 73500 en gare.

### Accueil
Gare SNCF, elle dispose d'un bâtiment voyageurs avec guichets ouverts tous les jours. Un distributeur automatique de billets TER est disponible à l'entrée des quais. Un passage souterrain permet la traversée des voies.

### Desserte
Montluçon-Ville est desservie par des trains TER Auvergne-Rhône-Alpes et TER Nouvelle Aquitaine, qui effectuent des missions entre les gares de Montluçon-Ville et Clermont-Ferrand ou Commentry, Limoges-Bénédictins, Bourges, Vierzon-Ville ou Saint-Amand-Montrond - Orval.

### Intermodalité
Un parking et un abri pour les vélos sont aménagés à ses abords.
La gare est desservie par les Cars Région reliant Vichy à Montluçon, Saint-Éloy-les-Mines à Montluçon et le réseau TransCreuse (Nouvelle Aquitaine) reliant : Felletin à Montluçon, Ussel à Montluçon via Auzances ou Aubusson.
La gare est également desservie par certains bus urbains du réseau Maelis avec les lignes A, B, E et DIM.
Un service de locations de voiture et de taxis sont disponibles pour les voyageurs.